# Holzhausen an der Haide
Holzhausen an der Haide ist eine Ortsgemeinde im Rhein-Lahn-Kreis in Rheinland-Pfalz. Sie gehört der Verbandsgemeinde Nastätten an.

## Geographie

### Lage

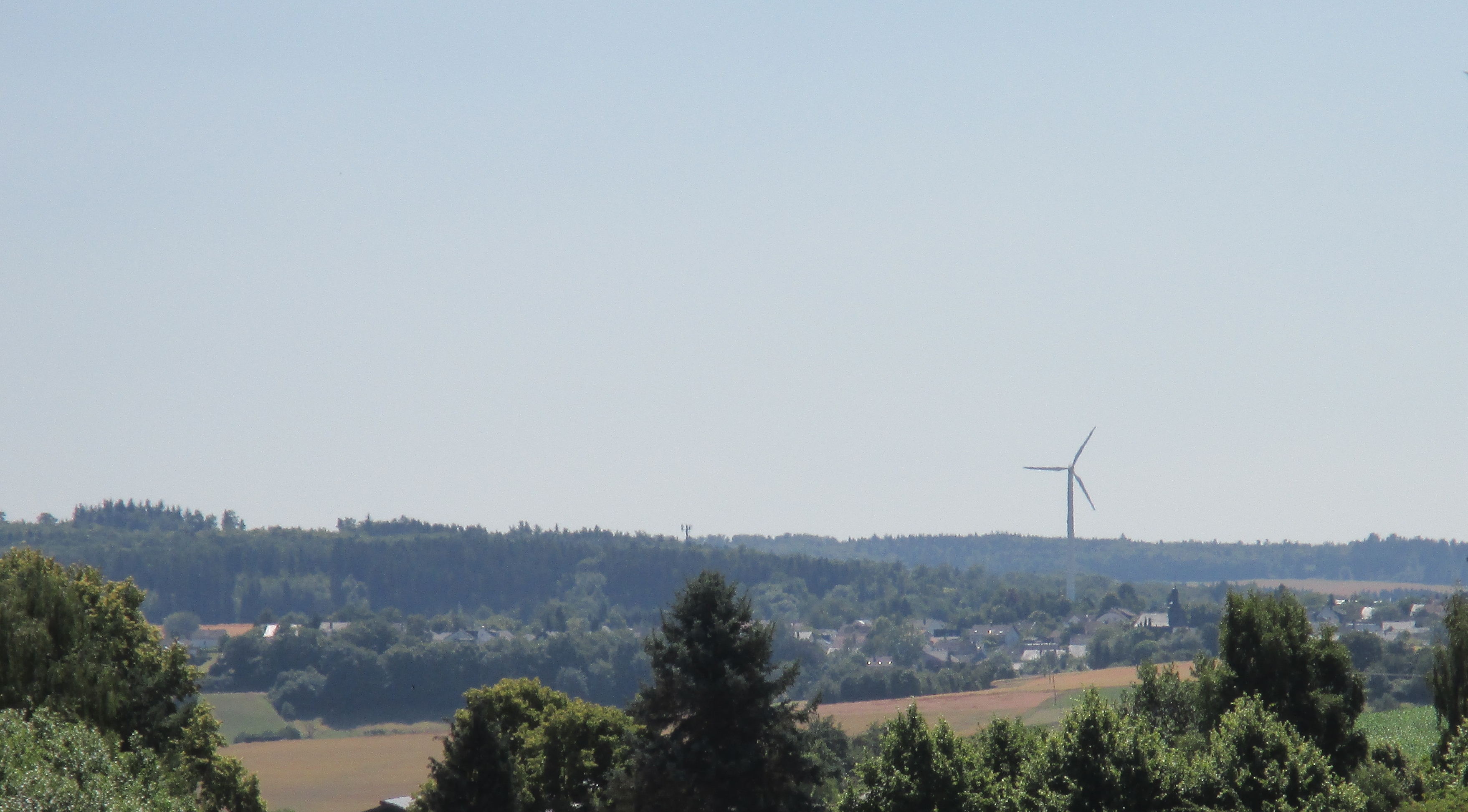
Teilansicht Holzhausen an der Haide im Taunus von Nordwesten

Holzhausen liegt im westlichen Hintertaunus in der Landschaft des Einrich, an der Kreuzung der Bundesstraße 260 und der Bundesstraße 274 zwischen Wiesbaden und Koblenz. Zur Gemeinde gehört auch der Wohnplatz „An der Bäderstraße“. 3 km südöstlich des Dorfes erhebt sich der Graue Kopf (543 m ü. NHN).
Nachbargemeinden sind: Obertiefenbach, Rettert, Heidenrod in Hessen (Ortsteil Martenroth), Buch und Miehlen.
Im Südostzipfel des Gemeindegebietes von Holzhausen an der Haide, an dessen Grenze zu Hessen, südlich des römischen Grenzkastells Holzhausen, befindet sich am Nordwesthang des Grauen Kopfes die höchste Erhebung im rheinland-pfälzischen Teil des Taunus ⊙, der dort bis auf etwa 527 m ü. NHN ansteigt.

### Klima
Der Jahresniederschlag beträgt 693 mm.

## Geschichte
(Römische Vergangenheit des Gebietes von Holzhausen)
Holzhausen gehörte innerhalb der Bannzäune den Grafen von Katzenelnbogen. Außerhalb derselben war es vierherrisch. Nach dem Aussterben der Katzenelnbogener 1479 fiel der katzenelnbogische Teil an die Landgrafen von Hessen. Diese führten 1527 die Reformation ein.
Nach dem Tod Philipp des Großmütigen 1567 fiel Holzhausen erst an Hessen-Rheinfels und nach Aussterben der dortigen Linie 1583 an Hessen-Kassel.
Im Dreißigjährigen Krieg war das Gebiet zwischenzeitlich von Hessen-Darmstadt besetzt, gelangte 1647/1648 aber wieder an Hessen-Kassel. Bis 1806 gehörte es zu diesem.
Danach stand die Niedergrafschaft Katzenelnbogen für 7 Jahre unter französischer Besatzung und Verwaltung (pays réservé, 1806–1813) und damit auch Holzhausen.
1813 kam es kurzfristig nochmal zu Hessen-Kassel und wurde infolge eines Tauschgeschäftes nach dem Wiener Kongress 1815, 1816 dem Herzogtum Nassau zugeschlagen.
Holzhausen kam 1816 an das Herzogtum Nassau und gehörte zum Amt Nastätten. Nach dem Deutschen Krieg 1866 annektierte das Königreich Preußen das Herzogtum Nassau und damit auch Holzhausen. Ab da gehörte Holzhausen zur preußischen Provinz Hessen-Nassau.
Nach dem Ersten Weltkrieg war Holzhausen bis zum Abzug der Franzosen 1929 besetzt. Zum Ende des Zweiten Weltkrieges, am 28. März 1945, rückten um 10:00 Uhr morgens amerikanische Truppen in Holzhausen ein. Holzhausen kam anschließend in die französische Besatzungszone und wurde 1946 Teil des neu gebildeten Landes Rheinland-Pfalz.
Holzhausen gehörte bis zum 7. Juni 1969 zum Unterlahnkreis und ab da zum Rhein-Lahn-Kreis und dort zur Verbandsgemeinde Nastätten.

## Politik

### Gemeinderat
Der Gemeinderat in Holzhausen an der Haide besteht aus 16 Ratsmitgliedern, die bei der Kommunalwahl am 9. Juni 2024 erstmals per Mehrheitswahl gewählt wurden, und dem ehrenamtlichen Ortsbürgermeister als Vorsitzendem.
Die Sitzverteilung im Gemeinderat:
| Wahl | SPD               | CDU               | FWG               | Gesamt   |
| ---- | ----------------- | ----------------- | ----------------- | -------- |
| 2024 | per Mehrheitswahl | per Mehrheitswahl | per Mehrheitswahl | 16 Sitze |
| 2019 | 6                 | 4                 | 6                 | 16 Sitze |
| 2014 | 4                 | 4                 | 8                 | 16 Sitze |
| 2009 | 4                 | 6                 | 6                 | 16 Sitze |
| 2004 | 4                 | 6                 | 6                 | 16 Sitze |

- FWG = 1. Freie Wähler Gruppe in der Gemeinde Holzhausen e. V.

### Bürgermeister
Um 1250 wird für Holzhausen an der Haide ein gewisser Helwig genannt, der in Holzhausen das Amt des Schultheißen ausübte. Dann sind erst wieder seit dem 17. Jahrhundert Bürgermeister der Gemeinde bekannt. Um 1694 wird Cornelius Bereß als Bürgermeister genannt, um 1711 dann in gleicher Funktion Johann Jacob Fuhr. Einige Jahre später schein Carl Caspar Burger das Amt übernommen zu haben und es dann bis 1748 ausgefüllt zu haben. Hierbei darf allerdings das Amt des Bürgermeisters nicht mit dem heutigen Amt des Bürgermeisters verwechselt werden.
Ab 1800 sind dann die Bürgermeister kontinuierlich bekannt. So war Peter Pitz Bürgermeister in Holzhausen bis 1824, er hatte das Amt 1798 übernommen. Sein Nachfolger wurde Peter Bingel, der bis 1836 im Amt blieb. Johann Philipp Minor folgte 1836 und war bis 1892 also fast 50 Jahre Bürgermeister in Holzhausen an der Haide.
Seit 1900 waren folgende Personen Bürgermeister in Holzhausen an der Haide:
- 1892 bis 1902 Adolf Minor, Posthalter
- 1902 bis 1909 Heinrich Haxel
- 1909 bis 1923 August Sarius
- 1923 bis 1934 Robert Bremser
- 1934 bis 1945 Theodor Kurz
- 1945 bis 1948 Wilhelm Gemmer
- 1948 bis 1970 Karl Adolf Fuhr
- 1970 bis 1974 Wilhelm Kröck
- 1974 bis 1984 Helmut Färber
- 1984 bis 1990 Horst Schmidt
- 1990 bis 1992 Erhard Debusmann als 1. Beigeordneter
- 1992 bis 1993 Bernd Gilles
- 1993 bis 1994 Erhard Debusmann als 1. Beigeordneter
- 1994 bis 1999 Erhard Debusmann
- 1999 bis 2003 Hans Wagener
- 2003 bis 2016 Frank Hofmann
- 2016 bis 2024 Hardy Eilenz
- seit 2024 Michael Schicktanz

Michael Schicktanz wurde am 12. Juli 2024 Ortsbürgermeister von Holzhausen an der Haide. Bei der Direktwahl am 9. Juni 2024 hatte er sich mit einem Stimmenanteil von 69,7 % gegen den bisherigen Amtsinhaber durchgesetzt.

### Gemeindepartnerschaften
Bereits seit 1978 besteht eine Partnerschaft mit Holzhausen bei Buchloe in Bayern. Die Partnerschaft und die Verbindung zwischen beiden Gemeinden wird immer wieder durch gegenseitige Besuche der Gemeinderepräsentanten und auch der Bürger erneuert und aufrechterhalten.

## Kultur und Sehenswürdigkeiten

### Kulturdenkmäler

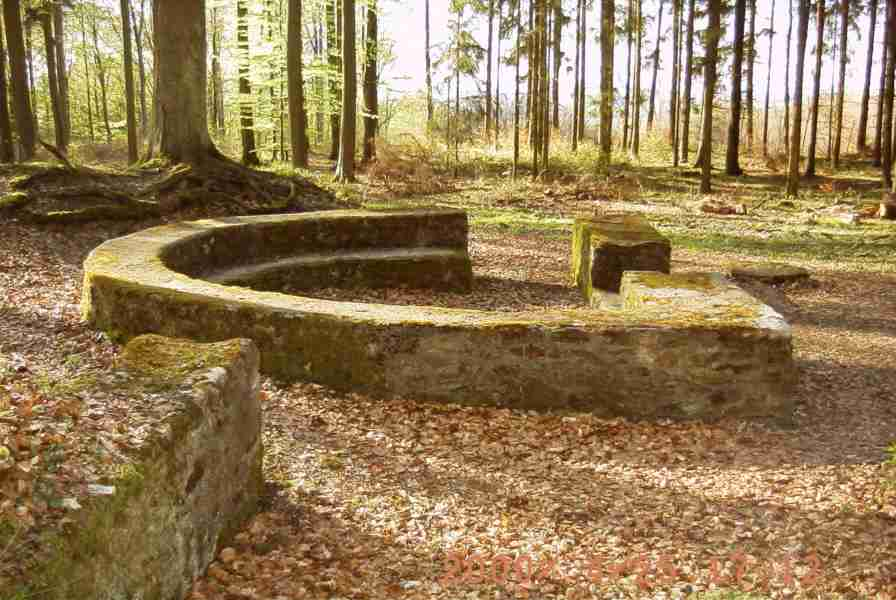
Kastell Holzhausen – Apsidenförmiges Sacellum der Principia

Zu den Sehenswürdigkeiten gehören noch gut erhaltene Reste des römischen Kastells Holzhausen. Der daran vorbeilaufende Obergermanische Limes wird von einem Wanderweg begleitet.
Am 15. Juli 2005 wurde von der UNESCO auch dieses Bodendenkmal in Deutschland in die Liste des Weltkulturerbes aufgenommen.
Siehe auch: Liste der Kulturdenkmäler in Holzhausen an der Haide

### Regelmäßige Veranstaltungen
- Alljährlich wird am ersten Wochenende im September das Heimatfest durchgeführt.
An dieser Veranstaltungen beteiligen sich die ortsansässigen Vereine und organisieren drei Tage „happyning“.
- Vorweihnachtszeit
Jährlich wechselnd findet in der Vorweihnachtszeit entweder ein Adventsmarkt oder der lebendige Adventskalender statt.
  - Adventsmarkt[11]
Am Samstag vor dem ersten Advent findet ein großer Adventsmarkt im Zentrum der Gemeinde „an der Linde“ statt.
  - lebendiger Adventskalender[11]
In der Vorweihnachtszeit laden verschiedene Veranstalter (Familien, Firmen, Vereine oder Parteien) zu einer geselligen Zusammenkunft.

- Fußball:
Ende Juli findet das Fußball-Seniorenturnier um den Wanderpokal der Verbandsgemeinde Nastätten statt. Veranstalter ist die Fußballabteilung des TuS Holzhausen.
- Schwimmen:
Einmal im Jahr wird ein Schwimmbadfest mit Livemusik und Nachtschwimmen durchgeführt.

## Wirtschaft und Infrastruktur

### Ansässige Unternehmen
Bereits 1960 baute die Firma Klöckner Moeller ein Schaltgeräte-Werk in Holzhausen.
Seither ist dieser Betrieb der größte Arbeitgeber der Gemeinde. Im April 2008 wurde das Werk von dem US-Konzern Eaton übernommen.
Seit 1927 nimmt die Firma Spedition Schneider Transportaufträge entgegen und ist zum führenden Speditionsdienstleister im Rhein-Lahn-Kreis aufgestiegen.
Auf eine über 100-jährige Geschichte im Bereich Orthopädie, Sanitätshaus und Schuhmode blickt die Firma Debusmann GmbH.

### Öffentliche Einrichtungen

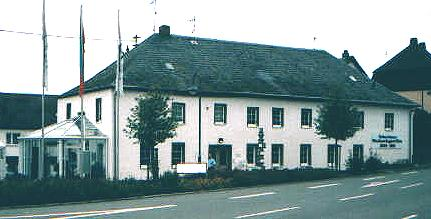
Geburtshaus von Nicolaus August Otto. Im Erdgeschoss befindet sich das Museum und in der ersten Etage die Ortsgemeindeverwaltung

Zu den öffentlichen Einrichtungen der Gemeinde gehören:
- Der „Nicolaus-August-Otto-Kindergarten“
- Das „Nicolaus-August-Otto-Museum“
- Ein beheiztes Waldschwimmbad, zwei Kinderspielplätze, ein Bolzplatz, sowie ein Sportplatz.

### Verkehr
Durch Holzhausen an der Haide führen die Bundesstraßen B260 und B274.
Der Rhein-Lahn-Kreis ist Mitglied im Verkehrsverbund Rhein-Mosel (VRM), dessen ÖPNV-Tarifgebiet einen großen Teil des nördlichen Rheinland-Pfalz umfasst.
Durch den Ort führt der Deutsche Limes-Radweg. Dieser folgt dem Obergermanisch-Raetischen Limes über 818 km von Bad Hönningen am Rhein nach Regensburg an der Donau.

## Söhne und Töchter des Ortes
- Nicolaus Otto, Miterfinder des Viertaktprinzips, nach dem seit 1940 ihm zu Ehren der Ottomotor benannt ist.